# Odontosciara malayana
Odontosciara malayana är en tvåvingeart som beskrevs av Edwards 1928. Odontosciara malayana ingår i släktet Odontosciara och familjen sorgmyggor. Inga underarter finns listade i Catalogue of Life.